# Singapore Airlines
Pour les articles homonymes, voir SIA.
A great way to fly
Singapore Airlines Limited (SIA) (code IATA : SQ ; code OACI : SIA) (chinois : 新加坡航空公司 ; pinyin : Xīnjiāpō Hángkōng Gōngsī, abbreviated 新航; malais : Syarikat Penerbangan Singapura; tamoul : சிங்கப்பூர் ஏர்லைன்ஸ்) (SGX : S55) est une compagnie aérienne, basée à Singapour, considérée comme une des meilleures du monde depuis quelques années. La compagnie a été élue 2e Compagnie de l'Année au World Airline Awards de Skytrax derrière Qatar Airways en 2015. Selon Skytrax encore, Singapore Airlines est au 1er rang mondial au « Best Business Class Award » 2015
Elle est membre de la Star Alliance et dessert 64 villes dans 35 pays à travers tous les continents et depuis peu, l’Amérique du Sud.
Singapore Airlines est très présente en Asie du Sud-Est, en Asie de l'Est, en Asie du Sud et est une des principales compagnies à rallier les grandes villes européennes à l’Océanie, via la « route kangourou » (vols d'Europe vers l'Océanie), et se montre aussi très présente dans les vols transpacifiques vers les États-Unis d’Amérique, notamment avec le vol commercial non-stop le plus long du monde entre Singapour et Newark (vol SQ21/22, 16 600 km en 18 h 40 de vol).
La compagnie possède plusieurs compagnies filiales : Silk Air, qui effectue les vols régionaux principalement à destination de l'Inde, de la Birmanie, la Thaïlande, le Cambodge, le Vietnam, la Chine, la Malaisie et l’Indonésie ; et Singapore Airlines Cargo pour le fret.
Singapore Airlines possède aussi une part de 49 % chez Tiger Airways, une compagnie aérienne à bas prix également basée à Singapour.
Le Groupe Singapore Airlines (SIA Group), composé de Singapore Airlines, Silkair et Singapore Airlines Cargo est la plus grande compagnie aérienne du monde par la capitalisation boursière, ayant dépassé Southwest Airlines en 2006, et se trouve dans les 15 premières compagnies pour ce qui est du revenu par passager et par kilomètre parcouru. Le groupe était la 8e compagnie aérienne asiatique en nombre de passagers servis en 2006, et 8e mondial pour ce qui est du transport passager international.

## Histoire

### Débuts

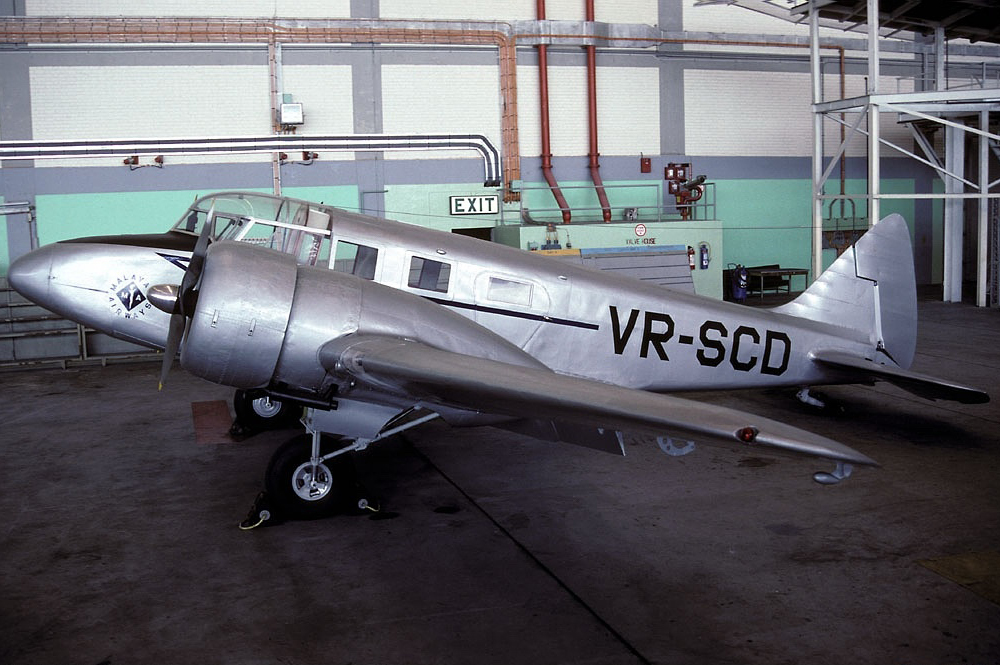
L'Airspeed Consul (VR-SCD), le premier avion opéré par Malayan Airways.

Singapore Airlines a d'abord été incorporée sous le nom de Malayan Airlines (MAL) en 1937, à une époque où Singapour était une colonie de la Couronne britannique alors que les sultanats de la péninsule de Malacca étaient des protectorats britanniques. Ce n'est toutefois qu'en 1947, le 2 avril, que la compagnie fait son premier vol. Le vol part de Singapour pour Kuala Lumpur, Malaisie, et est effectué par un Airspeed Consul (en), un avion bimoteur à piston. Il s’ensuit, dès le 1er mai, de vols réguliers hebdomadaires avec le même appareil à destination de Kuala Lumpur, Ipoh et Penang sur la péninsule. La compagnie continue sa croissance et son expansion durant la fin des années 1940 et durant les années 1950. Durant les vingt premières années de son existence, Malayan Airways acquiert des Douglas DC-4 Skymaster, des Vickers Viscount, des Lockheed Constellation, des Bristol Britannia, des Comet IV et enfin des Fokker F27.
Le 31 août 1957, les sultanats et les colonies de Penang et Malacca, également situées sur la péninsule, accèdent à l'indépendance, formant une « Fédération de Malaisie ». Le 16 septembre 1963 c'est au tour de Singapour et des colonies de Sabah et Sarawak à Bornéo de devenir indépendants et de rejoindre la fédération, qui prend alors le nouveau nom de "Malaysia", un néologisme. La compagnie est en conséquence renommée Malaysian Airways Limited. Cependant les dirigeants malais de la péninsule, inquiets de voir l'équilibre ethnique basculer en faveur des Chinois avec l'entrée de Singapour, largement chinoise sur le plan ethnique, décident d'expulser la cité-état de la fédération, qui devient indépendante en 1965. La compagnie est de nouveau renommée en tant que Malaysia-Singapore Airlines (en) (MSA). L’année suivante, s’ensuit une rapide expansion des destinations et de la flotte qui se voit dotée du premier Boeing acquis par la compagnie, un Boeing 707. Singapour acquiert par ailleurs de nouveaux locaux pour le siège de la compagnie, qui ajoute par la suite plusieurs Boeing 737 à sa flotte.

### Singapore Airlines

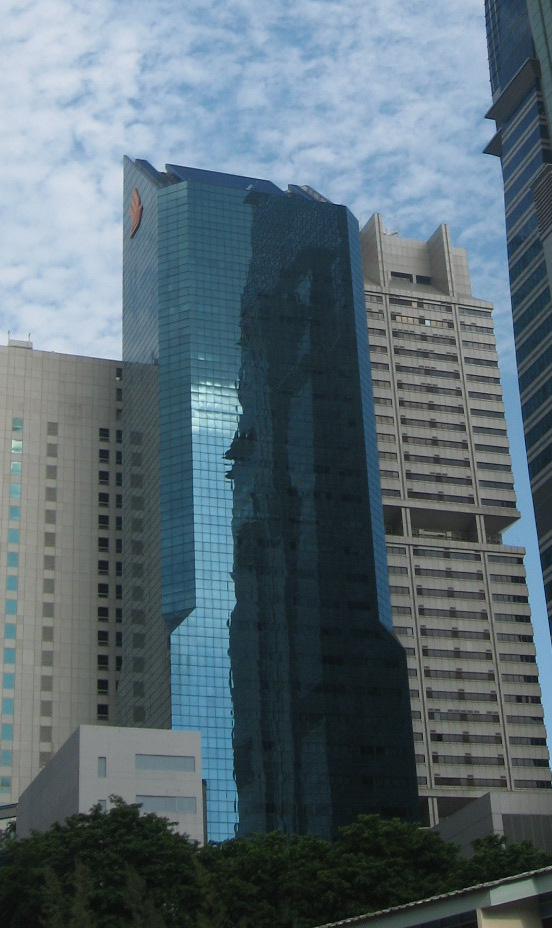
SIA Building.

MSA cessa toutefois ses activités en 1972 lorsque des conflits politiques apparurent entre Singapour et Kuala Lumpur, et il en résulta deux compagnies distinctes,, : Malaysian Airline System (MAS) et Singapore Airlines, qui se vit garder tous les Boeings 707 et 737, les lignes en partance de Singapour ainsi que les locaux du siège de la compagnie situés dans cette même ville. Le personnel de cabine féminin continua de porter un ensemble dit "sarong kebaya" dessiné par le couturier français Pierre Balmain, et introduit en 1968. Cet ensemble devint l'icône de la compagnie et les hôtesses sont internationalement reconnues comme représentantes de la « Singapore Girl (en) ».

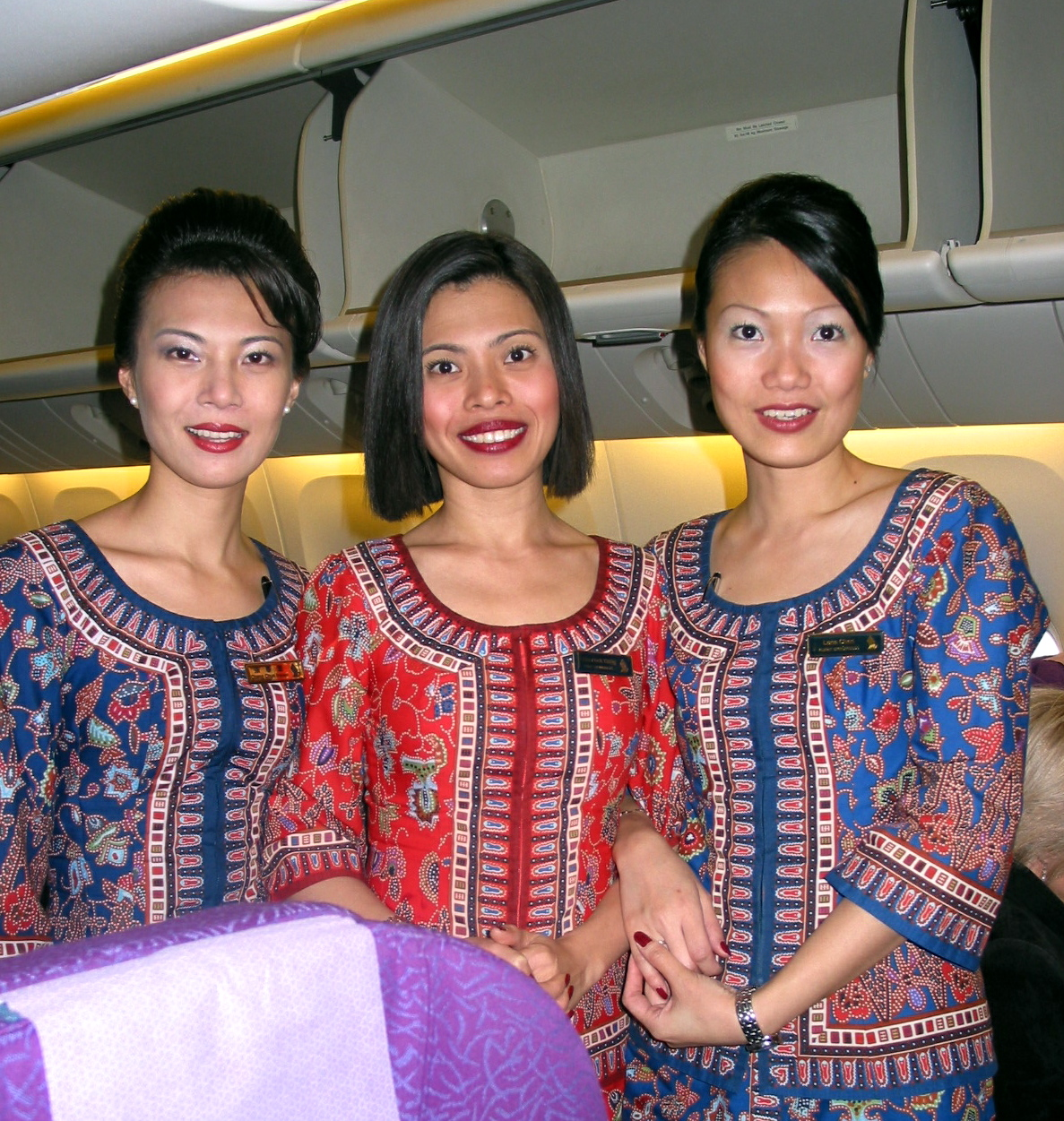
Les hôtesses de l'air chez Singapore Airlines, connues aussi en tant que Singapore Girl sont largement employées par le marketing de Singapore Airlines.

Singapore Airlines a ensuite accéléré sa croissance en se dotant de plusieurs Boeing 747. En 1980, elle reliait les États-Unis d’Amérique, le Canada et de nombreuses villes Européennes.
En 1987, Malaysian Airline System modifie son nom en lesimplifiant par Malaysia Airlines et en profite pour changer son identité visuelle.
En 1989, la compagnie reçut son premier Boeing 747-400 (nommé Megatop par la compagnie) et fut complétée par la suite d’Airbus A310, A340, et de Boeing 777. L’Afrique fait depuis 1990 partie du réseau de destination de Singapore Airlines avec l’ajout de Johannesburg comme destination.
En 2004, Singapore Airlines commence ses premiers vols transpacifiques non-stop en reliant Los Angeles avec un Airbus A340-500 (nommé Leadership par la compagnie), avion réputé pour son long rayon d’action. Plus tard, la compagnie aérienne rallonge le vol commercial non-stop le plus long du monde en reliant Singapour et Newark, toujours un record aujourd’hui.
C’est en janvier 2000 que Singapore Airlines annonça sa commande de 25 Airbus A380. La commande, qui se chiffre à 8,6 milliards de $US comprenait une commande ferme de 10 appareils, et une option sur les 15 autres. La commande fut confirmée par la compagnie le 12 juillet 2001. En avril 2004, Singapore Airlines annonça qu’elle lancera le premier vol commercial de l’A380 en reliant Singapour à Sydney. Cet événement initiera le nouveau slogan de la compagnie : « First to fly the A380 – Experience the difference in 2006 » (« Premiers à voler l’A380 – Testez la différence en 2006 »). Slogan qui promeut le premier vol en A380 de la compagnie, prévu à l’époque en 2006.
Cependant, dès juin de l’année 2005, Airbus annonce à répétition que son programme A380 prenait du retard, repoussant le premier vol effectué avec cet avion par SIA. Chew Choon Seng (en), président de la compagnie, a pris connaissance des annonces d’Airbus avec colère en menaçant de poursuivre le constructeur :
« Airbus a pris du temps avant d'avouer le retard pris dans le calendrier du programme A380 […] J'avais espéré plus de sincérité […] C'est comme une course en taxi, plus le trajet dure longtemps, plus ça vous coûte cher. Chaque mois de retard pris dans le programme A380 coûtera plus cher à Airbus. »
Il annonça plus tard que SIA se tournera davantage vers Boeing qu'Airbus, la compagnie ayant reçu ses nouveaux Boeing 777-300ER avant l’A380.
Le 14 juillet 2006, Singapore Airlines effectua une commande initiale de Boeing 787 Dreamliner, à savoir 20 Boeing 787-9 et une option pour 20 de plus. L’annonce de cette commande intervint un jour après qu'Airbus ait annoncé le deuxième retard de l’A380. Christian Streiff, nouveau président d’Airbus annonce plus tard un troisième retard quant à la livraison du premier A380 à SIA.
En février 2006, le gouvernement australien a décidé de ne pas accorder la cinquième liberté du droit aérien à Singapore Airlines concernant des vols reliant l’Australie aux États-Unis d’Amérique. Singapore Airlines expliqua que les vols transpacifiques depuis l’Australie souffraient d’un manque de capacité menant donc à des prix rehaussés.
Le premier vol commercial de l'A380, sous les couleurs de la compagnie Singapore Airlines, sous le numéro de vol SQ380, a eu lieu entre Singapour et Sydney le jeudi 25 octobre 2007, pendant une durée de 7 heures. Son décollage a eu lieu devant des centaines de passagers et de personnels, massés dans l'aéroport Changi. Le menu servi aux 455 passagers comprenait du caviar, du magret de canard aux cerises noires, du wok de bœuf au poivre de Java, accompagné de Dom Pérignon rosé 1996. Les places avaient été mises aux enchères et ont rapporté 1,3 million de dollars américains, somme reversée par la compagnie à des œuvres caritatives.
Le 9 novembre 2010, la Commission européenne condamne Singapore Airlines ainsi que dix autres compagnies aériennes pour entente illicite qui viole les règles des traités européens. Ces entreprises s'étaient secrètement entendues pour exiger des surtaxes sur le transport de fret à partir de ou vers l'Union européenne. Singapore Airlines est condamnée à verser une amende de 75 millions d'euros au budget européen.
En septembre 2013, Singapore Airlines crée une coentreprise avec Tata Sons en Inde pour lancer une nouvelle compagnie aérienne ‘full service’, avec un capital initial de 100 millions de dollars (49 % pour SIA, 51 % pour Tata). Elle sera basée à l'aéroport international Indira-Gandhi (Delhi).
En mars 2015, la compagnie cherche à investir en Corée du Sud et engage des discussions avec la low cost Jeju Air. En novembre 2015, Singapore Airlines acquiert pour l'équivalent de 295 millions d'euros les participations qu'il ne détenait pas dans Tigerair, qu'il détenait déjà à 55,8 %.
Le 7 août 2016, la compagnie signe un accord interligne avec Eurowings pour les passagers de Düsseldorf et Munich.

## Destinations
Singapore Airlines dessert une soixantaine de destinations à travers l'Asie, l'Amérique du Nord, l'Afrique, l'Europe mais également en Océanie.
La compagnie dessert depuis peu l'Amérique du Sud.

### Partenariats
Partage de codes
En plus de ses partenaires Star Alliance, Singapore Airlines partage ses codes avec les compagnies aériennes suivantes :
- Aegean Airlines*
- Air Canada*
- Air China*
- Air France
- Air India*
- Air Mauritius
- Air New Zealand*
- Air Timor
- | Alaska Airlines
- All Nippon Airways*
- Asiana Airlines*
- Avianca*
- Azerbaijan Airlines
- Brussels Airlines*
- Croatia Airlines*
- EgyptAir*
- Eurowings
- Ethiopian Airlines*
- EVA Air*
- Fiji Airways
- Flybe (Jusqu’à la faillite de la compagnie, le 4 mars 2020)
- Garuda Indonesia
- JetBlue
- LOT Polish Airlines*
- Lufthansa*
- Malaysia Airlines
- Myanmar National Airlines
- Royal Brunei Airlines
- S7 Airlines
- || Scandinavian Airlines**
- Scoot
- Shenzhen Airlines*
- SilkAir (Filiale)
- South African Airways*
- SriLankan Airlines
- Swiss International Air Lines*
- TAP Air Portugal*
- Thai Airways International*
- Turkish Airlines*
- United Airlines*
- Virgin Atlantic
- Virgin Australia
- Vistara

membres Star Alliance*

## Flotte

### Flotte actuelle

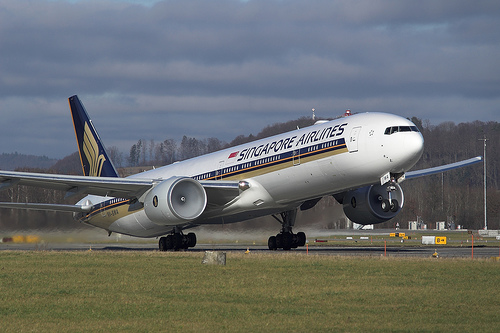
L'un des nombreux Boeing 777 de Singapore Airlines décollant de l'aéroport de Zurich

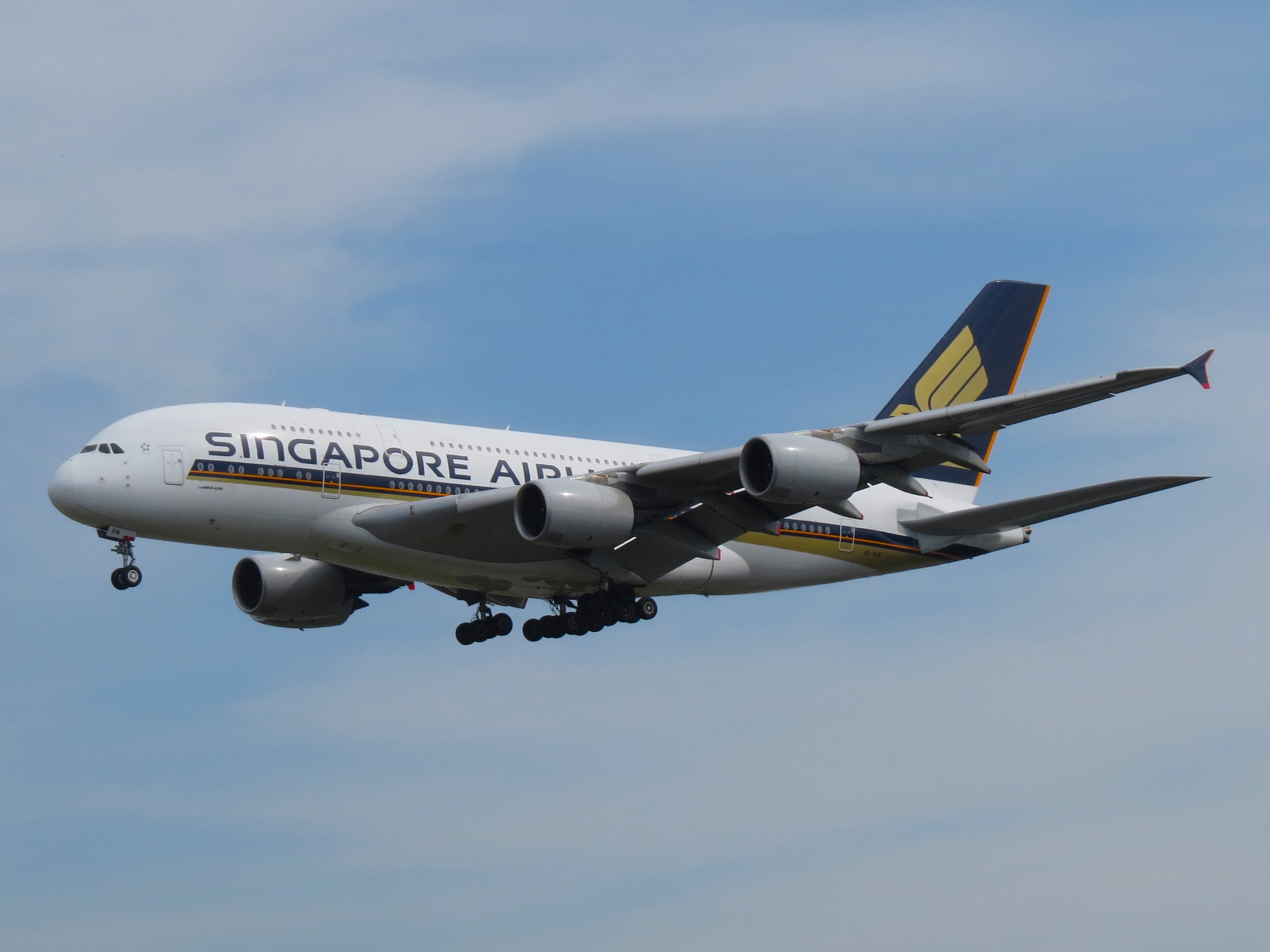
Airbus A380-841

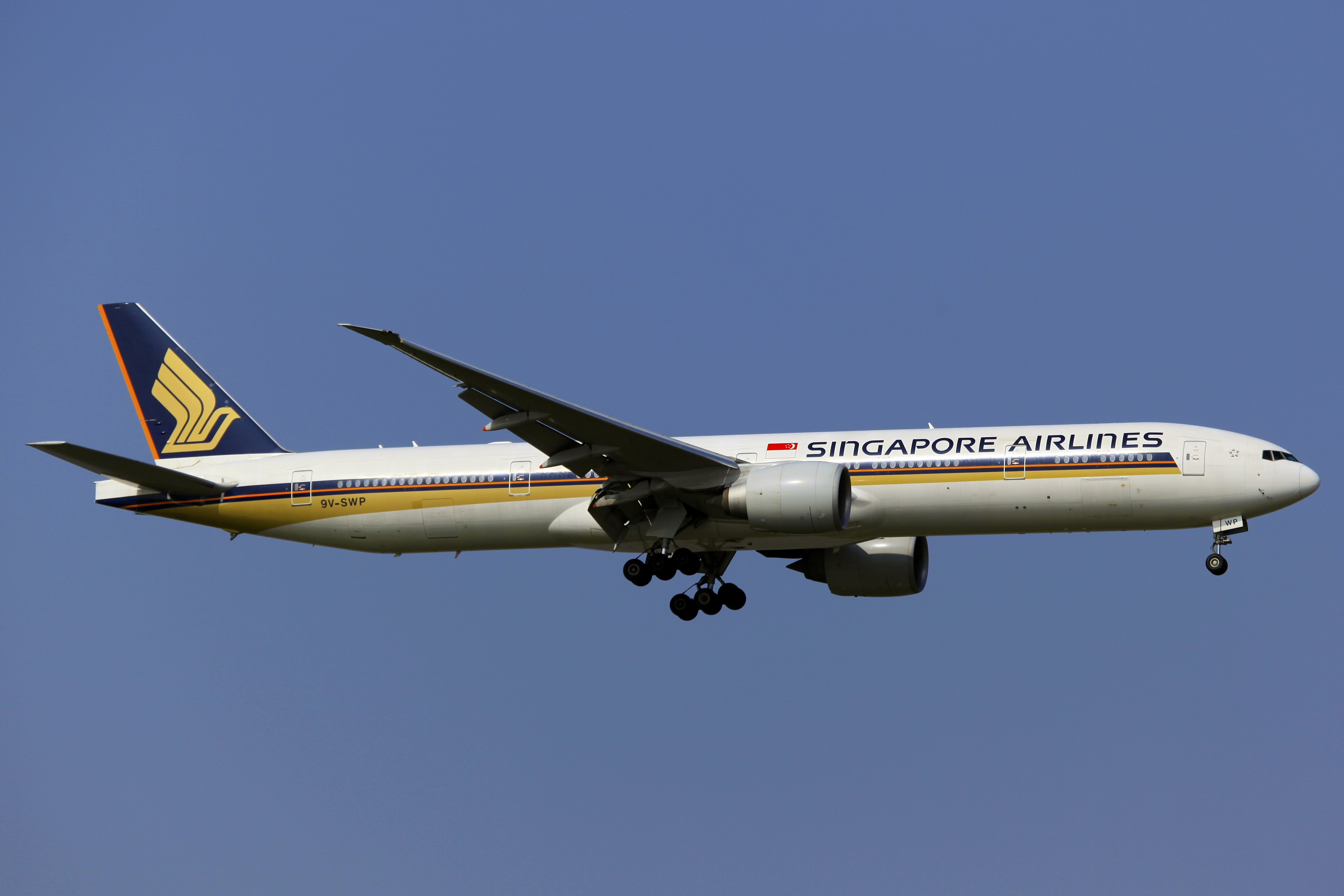
Boeing 777-312ER

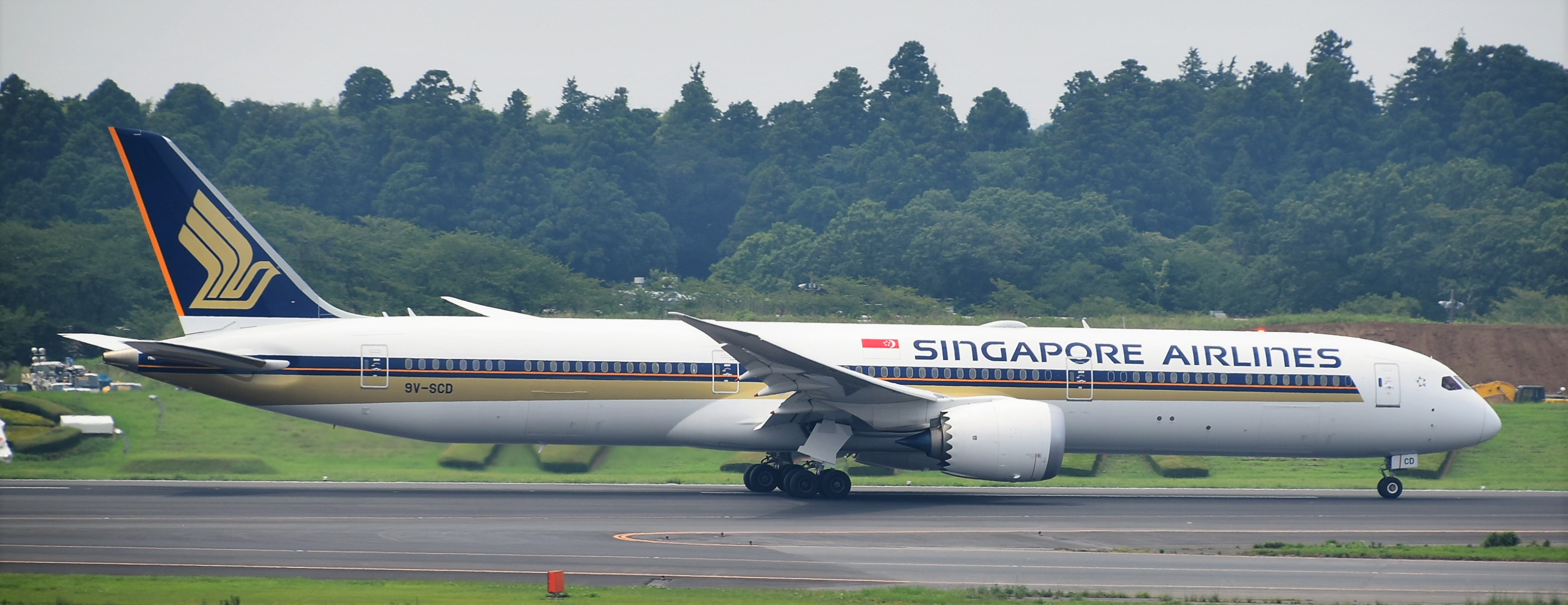
Singapore Airlines, roulage d'un Boeing 787-10 (9V-SCD) à Tokyo Narita

La flotte de Singapore Airlines est l'une des plus jeunes du monde, avec un âge moyen de 7,7 ans. Elle est en cours de renouvellement ; depuis 2016, les Boeing 777-200 sont remplacés par des Airbus A350. En avril 2024, les appareils suivants sont en service, :
| Avion              | En service | Commandes | Passagers | Passagers | Passagers | Passagers | Passagers | Passagers | Remarques |
| Avion              | En service | Commandes | S         | F         | J         | W         | Y         | Total     | Remarques |
| ------------------ | ---------- | --------- | --------- | --------- | --------- | --------- | --------- | --------- | --- |
| Airbus A350-900    | 57         | 1         | 94        |           | 67        |           |           | 161       | Plus grand opérateur. En remplacement des Airbus A330-300, Boeing 777-200, 777-200ER et 777-300.               |
| Airbus A350-900    | 57         | 1         | —         | —         | 42        | 24        | 187       | 253       | Plus grand opérateur. En remplacement des Airbus A330-300, Boeing 777-200, 777-200ER et 777-300.               |
| Airbus A350-900    | 57         | 1         | —         | —         | 40        | —         | 263       | 303       | Plus grand opérateur. En remplacement des Airbus A330-300, Boeing 777-200, 777-200ER et 777-300.               |
| Airbus A350-900ULR | 7          | —         | —         | —         | 67        | 94        | —         | 161       | Client de lancement et seul opérateur au monde. Utilisés sur le vol le plus long au monde.                     |
| Airbus A380-800    | 12         | —         | 12        | —         | 86        | 36        | 245       | 379       | Client de lancement. Deuxième plus grand opérateur, derrière Emirates.                                         |
| Airbus A380-800    | 12         | —         | 12        | —         | 60        | 36        | 333       | 441       | Client de lancement. Deuxième plus grand opérateur, derrière Emirates.                                         |
| Airbus A380-800    | 12         | —         | 6         | —         | 78        | 44        | 343       | 471       | Client de lancement. Deuxième plus grand opérateur, derrière Emirates.                                         |
| Boeing 737-800     | 7          | —         | —         | —         | 12        | —         | 150       | 162       | Seront retirés du service et remplacés par des 737 MAX 8.                                                      |
| Boeing 737 MAX 8   | 16         | 13        | —         | —         | 10        | —         | 144       | 154       | 8 commandes annulées en mai 2023. Pour remplacer le 737-800.                                                   |
| Boeing 777-300ER   | 22         | —         | —         | 4         | 48        | 28        | 184       | 264       | |
| Boeing 777-9       | —          | 31        | N/A       | N/A       | N/A       | N/A       | N/A       | N/A       | Les livraisons devraient débuter en 2025. 11 commandes converties de 787-10 pour être livrées après mars 2026. |
| Boeing 787-10      | 22         | 9         | —         | —         | 36        | —         | 301       | 337       | Client de lancement. Plus grand opérateur devant United Airlines.                                              |
| Boeing 747-400F    | 7          | —         | Cargo     | Cargo     | Cargo     | Cargo     | Cargo     | Cargo     | Transférés depuis Singapore Airlines Cargo.                                                                    |
| Airbus A350F       | —          | 7         | Cargo     | Cargo     | Cargo     | Cargo     | Cargo     | Cargo     | Ils vont remplacer les B747-400F d'ici la mi-2026                                                              |
| Boeing 777F        | 5          |           | Cargo     | Cargo     | Cargo     | Cargo     | Cargo     | Cargo     | Opérés par DHL Aviation                                                                                        |
| Total              | 156        | 61        |           |           |           |           |           |           | |

Les premiers Boeing 777-200 avaient été commandés en vue de remplacer les Airbus A340-300. Le geste avait été assez mal vu par Airbus, car ses A340-300 avaient été livrés flambant neufs quelques années plus tôt seulement, et se sont donc vus rapidement remplacés par la compagnie. 2 des 17 Airbus A340-300 délivrés n'ont d'ailleurs jamais volé pour Singapore Airlines et ont été immédiatement revendus à Boeing Aircraft Holding Company, qui en échange leur fournissait des Boeing 777-200.

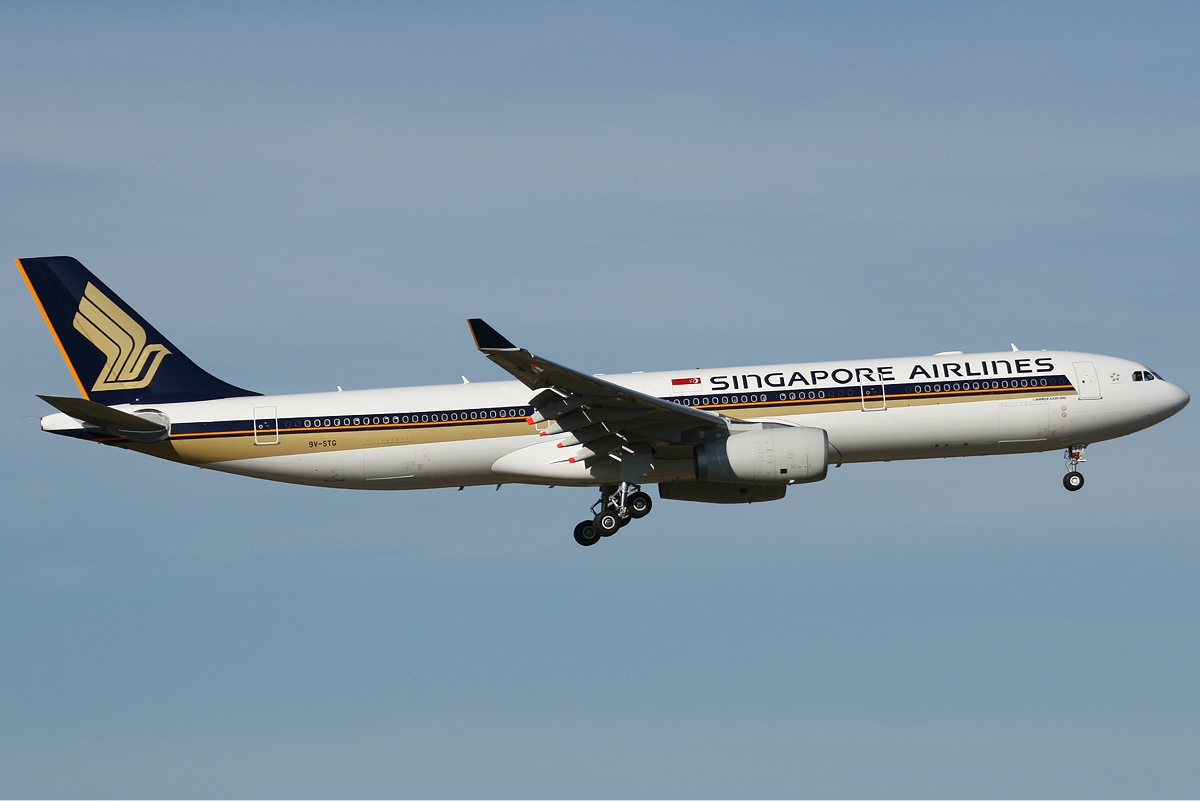
Airbus A330-343E de Singapore Airlines

Le premier Boeing 777-300ER est entré au service de la compagnie le 5 décembre 2006 sur la liaison Singapour - Paris. L'appareil, qui a été commandé en 19 exemplaires, s'est vu doté du nouvel aménagement de la classe économique, affaires, et première. Les nouveaux aménagements équiperont les futurs avions de la compagnie, à savoir l'Airbus A380, le Boeing 787 et l'Airbus A350.

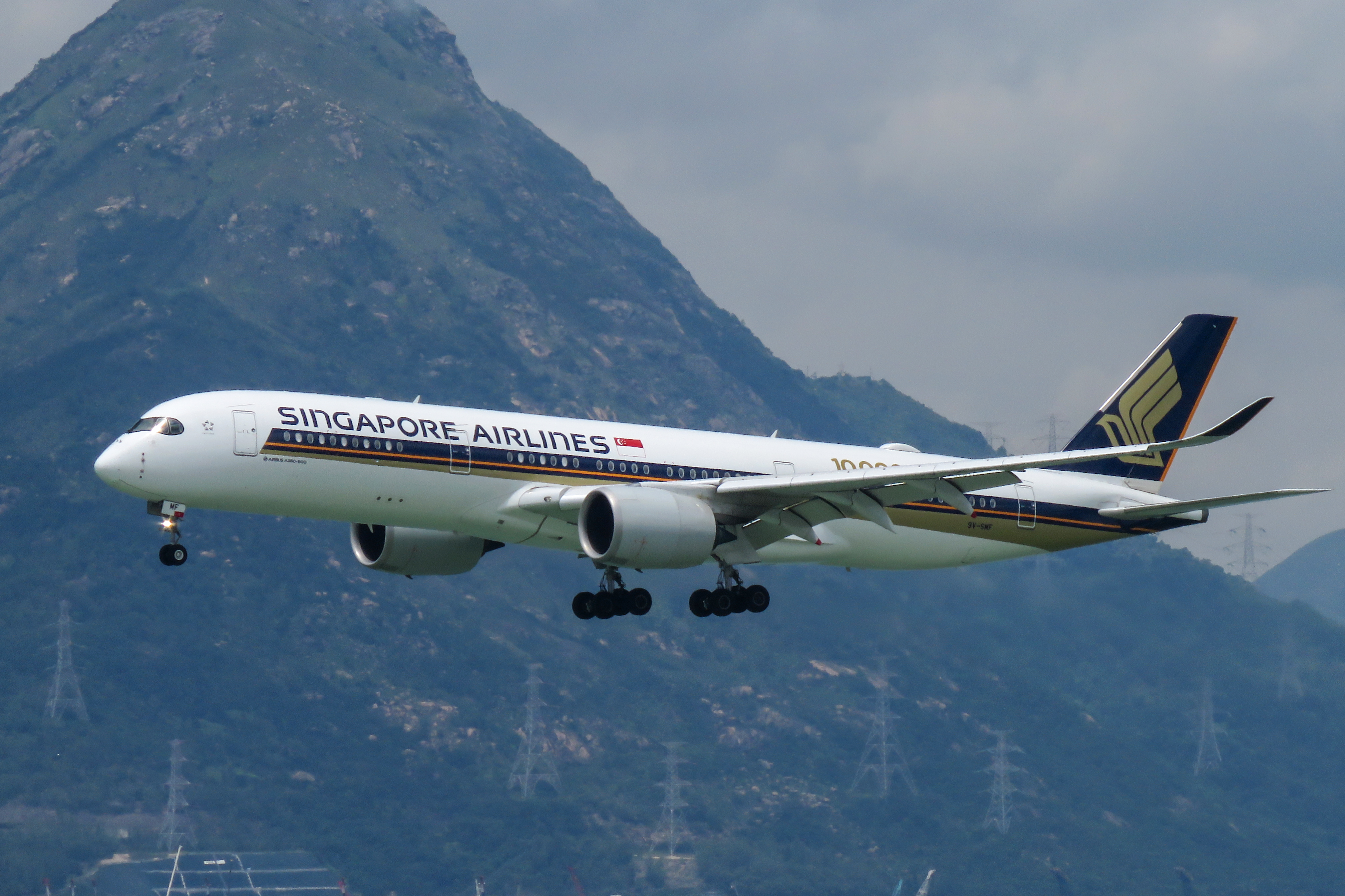
Airbus A350-900 de la compagnie

### Commandes
Singapore Airlines a été la compagnie de lancement de l'Airbus A380-800. Il est entré en service le 25 octobre 2007 entre Singapour et Sydney, avec le numéro de vol spécial SQ380 pour mettre l'appareil en évidence. Pour marquer l'événement, la compagnie a vendu ses billets sur eBay durant deux semaines à partir du 27 août 2007. Elle a ensuite redistribué l'argent à des œuvres caritatives.
La compagnie a commandé dans un premier temps 19 premiers exemplaires, livrés entre 2008 et 2012. Elle en a commandé 5 autres en 2013 pour remplacer les 5 plus vieux exemplaires. L'appareil a été introduit en premier sur sa route dite kangoroo entre Sydney et Londres via Singapour.
Elle a par ailleurs commandé 67 Airbus A350-900. Le premier est entré en service en février 2016.
À la suite de sa commande de 30 exemplaires du Boeing 787-10 Dreamliner en mai 2013, Singapore Airlines sera également la compagnie de lancement de la plus grande version du 787. Le premier exemplaire devrait lui être livré au premier semestre 2018. Elle en a commandé 19 de plus en octobre 2017, ainsi que 20 Boeing 777-9X.

## Structure
Singapore Airlines est la principale entreprise du Groupe Singapore Airlines (SIA Group) lequel est une filiale du gouvernement singapourien et de la holding Temasek Holdings. Cependant, le gouvernement a maintes fois déclaré qu'il ne participait pas à la direction du groupe. Le ministre a déclaré que le gouvernement défendrait le statut de hub de l'aéroport international Changi même au prix de SIA. Le ministre s'est toutefois investi après avoir calmé la tension qui régnait entre les pilotes et la direction de la compagnie, pressé la compagnie de faire des économies, et rendu public son conseil qui proposait à SIA de se débarrasser de quelques filiales, à savoir Singapore Airport Terminal Services (en) et SIA Engineering Company (en).
Au fil des années, Singapore Airlines s'est investie dans divers entreprises incluant des sociétés de maintenance au sol, de leasing d'avions, de génie aéronautique, de restauration aéronautique (air catering) ou encore d'agences de voyage. Le 31 mars 2007, la compagnie détenait 25 filiales, 32 sociétés associées et deux entreprises communes.
| Société                                 | Type               | Activités principales              | Basée à     | Part (au 31 mars 2007) |
| --------------------------------------- | ------------------ | ---------------------------------- | ----------- | ---------------------- |
| International Engine Component Overhaul | Entreprise commune | Entretien d'appareils              | Singapour   | 41 %                   |
| SIA Engineering Company                 | Filiale            | Ingénierie                         | Singapour   | 81,9 %                 |
| Silkair                                 | Filiale            | Compagnie aérienne                 | Singapour   | 100 %                  |
| Singapore Aero Engine Services          | Entreprise commune | Entretien de moteurs               | Singapour   | 41 %                   |
| Singapore Airlines Cargo                | Filiale            | Compagnie Cargo (aérien)           | Singapour   | 100 %                  |
| Singapore Airport Terminal Services     | Filiale            | Société d'assistance aéroportuaire | Singapour   | 81,9 %                 |
| Singapore Flying College                | Filiale            | École de pilotage                  | Singapour   | 100 %                  |
| Tigerair                                | Associé            | Compagnie à bas prix               | Singapour   | 49 %                   |
| Virgin Atlantic Airways                 | Associé            | Compagnie aérienne                 | Royaume-Uni | 49 % (vendus en 2013)  |

### Investissements opérationnels
La compagnie a tenté d'investir dans d'autres compagnies dans le but d'une expansion plus lointaine que sa base de Singapour, bien que les résultats furent financièrement négatifs. En 1989, elle s'est jointe à une alliance tripartite avec Delta Air Lines et Swissair, mais stoppa sa participation en 1999 parce que ces compagnies avaient retiré leurs investissements dans les compagnies respectives. SIA a acheté 25 % de Air New Zealand en 2000. Toutefois, la chute de cette compagnie étant proche, le gouvernement néo-zélandais acheta des parts dans la compagnie pour la sauver de la faillite, et réduisant la part de Singapore Airlines à 4,5 %. Part qui a été revendue avec une légère perte en octobre 2004.
SIA a acheté 49 % de Virgin Atlantic Airways le 30 mars 2000 pour 600 millions de livres sterling dans l'espoir de s'approprier une part de marché sur le marché lucratif transatlantique. Mais en 2007 parurent plusieurs rapports de manque de performance et SIA songe à la possibilité de revendre sa part.
En septembre 2004, Singapore Airlines prend une part de 49 % de la compagnie à bas prix Tiger Airways.
Le 20 avril 2006, les médias annoncent que la compagnie singapourienne envisageait un investissement jusqu'à 20 % de China Eastern Airlines. SIA a confirmé que des négociations avaient lieu.
Des annonces quant à l'acquisition d'une part chez Aeromexico ont aussi fait apparition le 6 février 2007. Le 10 mai 2007, le China Securities Journal annonce que la compagnie est en discussion finale à propos de la part dans China Eastern et ce de 20 %, ce qui fit grimper le cours de la compagnie chinoise. C'est le 2 septembre 2007 que SIA a pu conclure son achat d'une part de 15,7 % de China Eastern avec une autre part de 8 % pour Temasek Holdings. Le marché donne le droit à Singapore Airlines de nommer deux membres à la direction de China Eastern.

### Résultats financiers
| Année fiscale                 | Chiffre d'affaires (en millions, S$) | Coûts (en millions, S$) | Résultat d'exploitation (en millions, S$) | Résultat courant avant impôts (en millions, S$) | Profit attribuable aux holdings (S$m) | Bénéfice par action (S$) |
| ----------------------------- | ------------------------------------ | ----------------------- | ----------------------------------------- | ----------------------------------------------- | ------------------------------------- | ------------------------ |
| 31 mars 1999                  | 7 795,9                              | 6 941,5                 | 854,4                                     | 1 116,8                                         | 1 033,2                               | 80,6                     |
| 31 mars 2000                  | 9 018,8                              | 7 850,0                 | 1 168,8                                   | 1 463,9                                         | 1 163,8                               | 91,4                     |
| 31 mars 2001                  | 9 951,3                              | 8 604,6                 | 1 346,7                                   | 1 904,7                                         | 1 549,3                               | 126,5                    |
| 31 mars 2002                  | 9 382,8                              | 8 458,2                 | 924,6                                     | 925,6                                           | 631,7                                 | 51,9                     |
| 31 mars 2003                  | 10 515,0                             | 9 797,9                 | 717,1                                     | 976,8                                           | 1 064,8                               | 87,4                     |
| 31 mars 2004                  | 9 761,9                              | 9 081,5                 | 680,4                                     | 820.9                                           | 849,3                                 | 69,7                     |
| 31 mars 2005                  | 12 012,9                             | 10 657,4                | 1 355,5                                   | 1 829,4                                         | 1 389,3                               | 113,9                    |
| 31 mars 2006                  | 13 341,1                             | 12 127,8                | 1 213,3                                   | 1 662,1                                         | 1 240,7                               | 101,3                    |
| 1er avril 2006 – 31 mars 2007 | 14 494                               | 13 180                  | 1 314,4                                   | 2 284,6                                         | 2 128,8                               | 170,8                    |
| 1er avril 2007 – 31 mars 2008 | 15 972,5                             | 13 848                  | 2 124,5                                   | 2 547,2                                         | 2 049,4                               | 166,1                    |
| 1er avril 2008 – 31 mars 2009 | 15 996,3                             | 15 092,7                | 903,6                                     | 1 198,6                                         | 1 061,5                               | 89,1                     |
| 1er avril 2009 – 31 mars 2010 | 12 707,3                             | 12 644,1                | 63,2                                      | 285,5                                           | 215,8                                 | 18,0                     |
| 1er avril 2010 – 31 mars 2011 | 14 524,8                             | 13 253,5                | 1 271,3                                   | 1 419                                           | 1 092,0                               | 90,2                     |

L'airbus A350 de la compagnie Singapore Airlines effectua un vol de 18 heures et 30 minutes en reliant Singapour Changi à l'aéroport de New-York John-F-Kennedy.

## Services aux passagers

### Uniforme

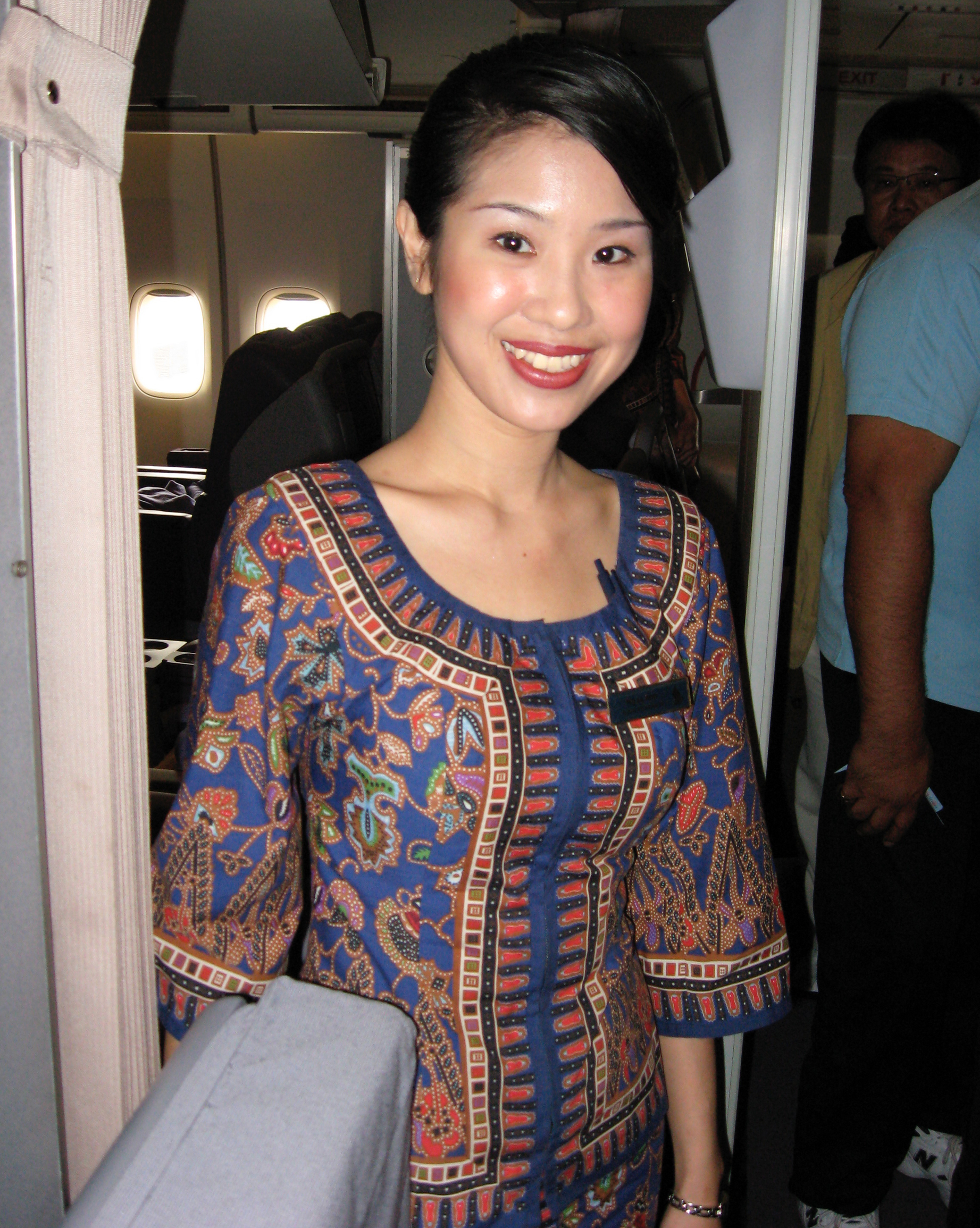
Hôtesse de Singapore Airlines.

Les uniformes des Singapores girls sont composés de robes bleues, vertes et rouges selon la fonction de l’hôtesse de l’air.

### Divertissement en vol
Singapore Airlines a équipé ses appareils d'écrans multimédias.

## Filiales
La compagnie possède plusieurs filiales, dont :
- Silk Air, effectue des vols régionaux pour le compte de Singapore Airlines.
- Scoot, effectue des vols à bas coûts, a été créé par Singapore Airlines pour réduire ses vols courts courriers.
- Singapore Airlines Cargo, effectue le fret de Singapore Airlines avec 7 Boeing 747-200 reconvertie en 747F.
- SIA Engineering Company, gère la maintenance aérienne et aéroportuaire, elle opère sur plusieurs continent et travaille principalement pour le groupe Singapore Airlines (Singapore Airlines, Silk Air, Scoot et Vistara).

## Accidents et incidents
La compagnie n'a connu que deux accidents ayant provoqué la mort de passagers.
- Le 26 mars 1991, le vol 117 Singapore Airlines (en), reliant l'aéroport de Kuala Lumpur-Subang à l'aéroport de Singapour Changi, a été piraté au cours du vol par des terroristes. Ils ont été neutralisés par les commandos de l'armée singapourienne une fois l'appareil posé sur l'aéroport de Singapour sans faire de victime parmi les passagers et l'équipage[44].
- Le 31 octobre 2000, le vol 006 Singapore Airlines opéré par un Boeing 747-400 et effectuant la liaison entre l'aéroport de Singapour Changi et l'aéroport de Los Angeles, via l'aéroport de Taiwan Taoyuan, s'est trompé de piste lors de son décollage de Taiwan. L'appareil est entré en collision avec du matériel de chantier, tuant 83 personnes sur les 179 à bord. L'accident est dû à une erreur des pilotes.
- Le 20 mai 2024, la compagnie Singapore Airlines connaît le second incident mortel de son histoire. A bord du vol SQ321 opéré en Boeing 777 entre l'aéroport de Londres-Heathrow et  l'aéroport de Singapour-Changi le vol connaît des secousses importantes causant la mort d'un passager et plus de trente blessés, le Boeing chute de 1800 mètres en 5 minutes obligeant les pilotes à se poser en urgence à l'aéroport de Bangkok-Suvarnabhumi. 1 passager britannique de 73 ans est décédé durant l'incident et une trentaine de passagers ont été emmenés en soins intensifs à Bangkok en Thaïlande[45].